# Maurice Karkoff
Maurice Ingvar Karkoff (født 17. marts 1927 i Stockholm, død 20. januar 2013 samme sted) var en svensk klassisk komponist af bl.a. symfonier og kammermusik. Han var far til komponisten Ingvar Karkoff.
Karkoff valgtes som medlem af Föreningen svenska tonsättare 1954.
I 2006 tildeltes Karkoff den store komponistpris af Christ Johnson Musikprisfondet "for et halvt århundrede langt komponistgerning omfattende mange store orkesterværker af konsekvent højt kunstnerisk niveau".